# مؤسسة باكستان للائتمان الصناعي والاستثمار
مؤسسة باكستان للإئتمان الصناعي والاستثمار ( PICIC ) هي مؤسسة مالية في باكستان، وهي واحدة من أولى مؤسسات التمويل التنموي التي أنشئت بمساعدة مجموعة البنك الدولي في عام 1957 م.  في عام 2007 م، تم شراء بنك بي أي سي أي سي التجاري من قبل بنك أن أي بي المملوك لسنغافورة .